# Diogo Freitas do Amaral
Diogo Pinto de Freitas do Amaral (Póvoa de Varzim, 21 luglio 1941 – Cascais, 3 ottobre 2019) è stato un politico portoghese, primo ministro ad interim dal 4 dicembre 1980 al 9 gennaio 1981.
Fondatore del Partito Popolare Portoghese, da cui è stato espulso per avere aderito in qualità di Ministro degli Esteri al Governo socialista di José Sócrates nel 2005. Nel giugno del 2006 dovette abbandonare l'incarico per motivi di salute, lasciando il posto a Luís Filipe Marques Amado.